# Dehtář
Dehtář je sedmý největší rybník v Jihočeském kraji a desátý v celé České republice. Je to třetí největší rybník v okrese České Budějovice. Nachází se 15 km na západ od Českých Budějovic, na území obce Žabovřesky (k. ú. Dehtáře u Českých Budějovic).
Vodní plocha má rozlohu 233 ha. Zemní hráz je dlouhá 234 m a vysoká 10 m. Objem vody je 6,5 mil. m³. Největší hloubka je 6,0 m. Leží v nadmořské výšce 406 m.
V roce 2009 byla v rámci vytváření soustavy Natura 2000 vyhlášena ptačí oblast Dehtář (kód lokality CZ0311038) o rozloze 351.95 ha, a to v katastrálních územích Čakov u Českých Budějovic, Dehtáře u Českých Budějovic, Radošovice u Českých Budějovic, Záboří u Českých Budějovic a Žabovřesky u Českých Budějovic. Vyskytuje se zde mj. rybák obecný (Sterna hirundo) a husa velká (Anser anser).

## Historie
Stavbu rybníka zahájil poručník rožmberských dědiců, nejvyšší hofmistr království českého Bohuslav ze Švamberka, který Dehtář taky vyměřil. Dokončil ho až nově nastupující vladař Vok II.z Rožmberka roku 1483. Samota Holubovská Bašta vznikla z rybářské bašty mezi Dehtářem a Posměchem, založeným roku 1485. První písemná zmínka o ní je z roku 1527, kdy ji měl ve správě jistý Vojtěch Holub.

## Ostrov
Ve střední části rybníka je ostrov, který sloužil k chovu kachen. Ostrov je hustě zalesněn dubovým porostem.

## Vodní režim
Rybník leží na Dehtářském potoce (přítok Vltavy).

## Turistika
Příjemnou procházku kolem rybníků nabízí žlutá turistická značka od zámku Ohrady u Hluboké nad Vltavou až k Dehtáři. Po hrázi rybníka vede cyklostezka 1085 ze Zlivi, která pokračuje do Holašovic a Brlohu.